# Communauté de communes Carnelle Pays-de-France
Die Communauté de communes Carnelle Pays-de-France ist ein französischer Gemeindeverband mit der Rechtsform einer Communauté de communes im Département Val-d’Oise in der Region Île-de-France. Sie wurde am 20. Dezember 2016 gegründet und besteht 19 Gemeinden. Der Verwaltungssitz befindet sich im Ort Luzarches.

## Historische Entwicklung
Der Gemeindeverband entstand mit Wirkung vom 1. Januar 2017 aus der Fusion der Vorgängerorganisationen
- Communauté de communes Carnelle Pays-de-France (vor 2017) und
- Communauté de communes du Pays de France.

Trotz der Namensgleichheit handelt es sich um eine Neugründung mit anderer Rechtspersönlichkeit.

## Mitgliedsgemeinden
| Gemeinde                                       | Einwohner 1. Januar 2022 | Fläche km² | Dichte Einw./km² | Code INSEE | Postleitzahl |
| ---------------------------------------------- | ------------------------ | ---------- | ---------------- | ---------- | ------------ |
| Asnières-sur-Oise                              | 3.128                    | 14,07      | 222              | 95026      | 95270        |
| Baillet-en-France                              | 1.947                    | 7,91       | 246              | 95042      | 95560        |
| Bellefontaine                                  | 471                      | 7,53       | 63               | 95055      | 95270        |
| Belloy-en-France                               | 2.239                    | 9,49       | 236              | 95056      | 95270        |
| Châtenay-en-France                             | 73                       | 3,07       | 24               | 95144      | 95190        |
| Chaumontel                                     | 3.340                    | 4,23       | 790              | 95149      | 95270        |
| Épinay-Champlâtreux                            | 58                       | 3,56       | 16               | 95214      | 95270        |
| Jagny-sous-Bois                                | 272                      | 4,18       | 65               | 95316      | 95850        |
| Lassy                                          | 194                      | 1,92       | 101              | 95331      | 95270        |
| Le Plessis-Luzarches                           | 140                      | 0,90       | 156              | 95493      | 95270        |
| Luzarches                                      | 4.909                    | 20,49      | 240              | 95352      | 95270        |
| Maffliers                                      | 1.768                    | 6,79       | 260              | 95353      | 95560        |
| Mareil-en-France                               | 721                      | 7,00       | 103              | 95365      | 95850        |
| Montsoult                                      | 4.095                    | 3,84       | 1.066            | 95430      | 95560        |
| Saint-Martin-du-Tertre                         | 2.662                    | 13,23      | 201              | 95566      | 95270        |
| Seugy                                          | 1.039                    | 1,70       | 611              | 95594      | 95270        |
| Viarmes                                        | 5.509                    | 8,19       | 673              | 95652      | 95270        |
| Villaines-sous-Bois                            | 776                      | 1,89       | 411              | 95660      | 95570        |
| Villiers-le-Sec                                | 198                      | 3,26       | 61               | 95682      | 95720        |
| Communauté de communes Carnelle Pays-de-France | 33.539                   | 123,25     | 272              | –          | –            |